# Katedrála svatého Michaela archanděla (Bělehrad)
Katedrála svatého Michaela archanděla (srbsky v cyrilici Саборна црква Светог Арханђела Михаила a v latince Saborna crkva Svetog Arhanđela Mihaila) je srbským pravoslavný chrám v hlavním městě Srbska Bělehradě, na Kosančićevom vencu.

## Historie
Chrám byl postaven v letech 1837 až 1840 v klasicistním architektonickém stylu s prvky baroka na rozkaz knížete Miloše Obrenoviće. Jeho hlavním architektem byl Adam Fridrih Kverfeld, vzorem byl podobný kostel, který se nachází ve Sremských Karlovcích. Ve své době se chrám stal největším kostelem, zbudovaným na srbském území. Proto byl také hlavním pravoslavným chrámem Srbska, probíhaly v něm korunovace srbských panovníků a intronizace řady srbských patriarchů. V roce 1904 se zde uskutečnila korunovace srbského krále Petra I. Karađorđeviće.

## Architektura
Klasicistní stavbu doplňují barokní prvky. Portál chrámu zdobí mozaiky Přesvaté bohorodičky, Svaté Trojice a archandělů Michaela a Gabriela. Ikonostas sestavil sochař Dimitrije Petrović a ikony pocházejí z dílny A. Avramoviće z 19. století. V krytu chrámu jsou uloženy ostatky Štěpána Uroše V. (1337–1371)[zdroj?] a Štěpána Štiljanoviće, dále několika srbských patriarchů a také národních buditelů (Vuk Stefanović Karadžić, Dositej Obradović).